# Wat Phra That Lampang Luang

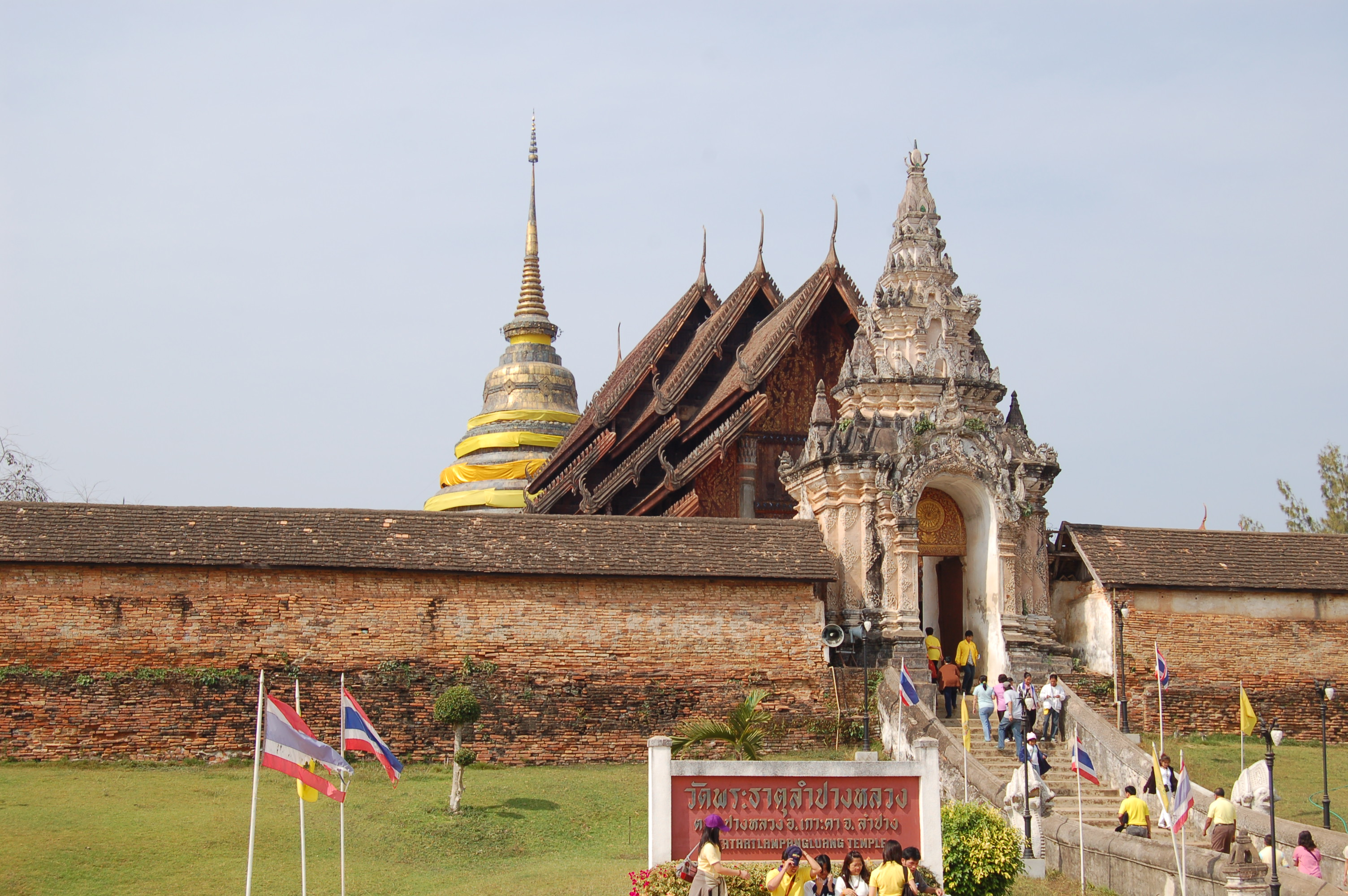
Wat Phra That Lampang Luang

Wat Pra That Lampang Luang (Thais: วัดพระธาตุลำปางหลวง) is een boeddhistische tempel in Lampang in de gelijknamige provincie in Thailand.
Het is een wat uit de 15e eeuw. Voor de hoofdingang is een trap. In Wihan Phra Phut is een beeld van een zittende Boeddha. In Wihan Luang staan vijf Boeddha-beelden. Er is een groenblauwe chedi. In Wihan Nam Tam bevinden zich muurschilderingen.

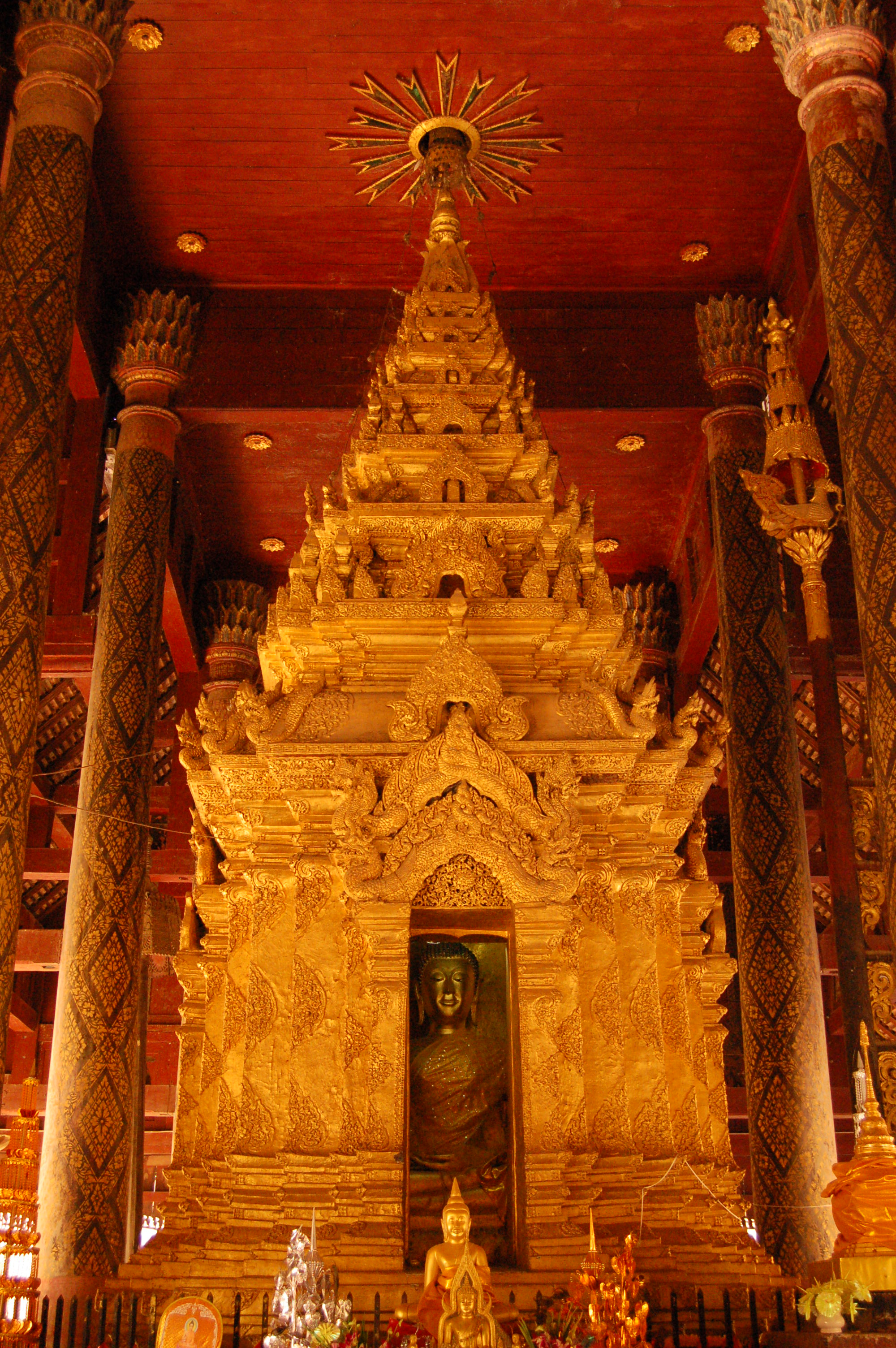
Phra Chao Lan Ton (Boeddha Lan Ton) in de grote hal
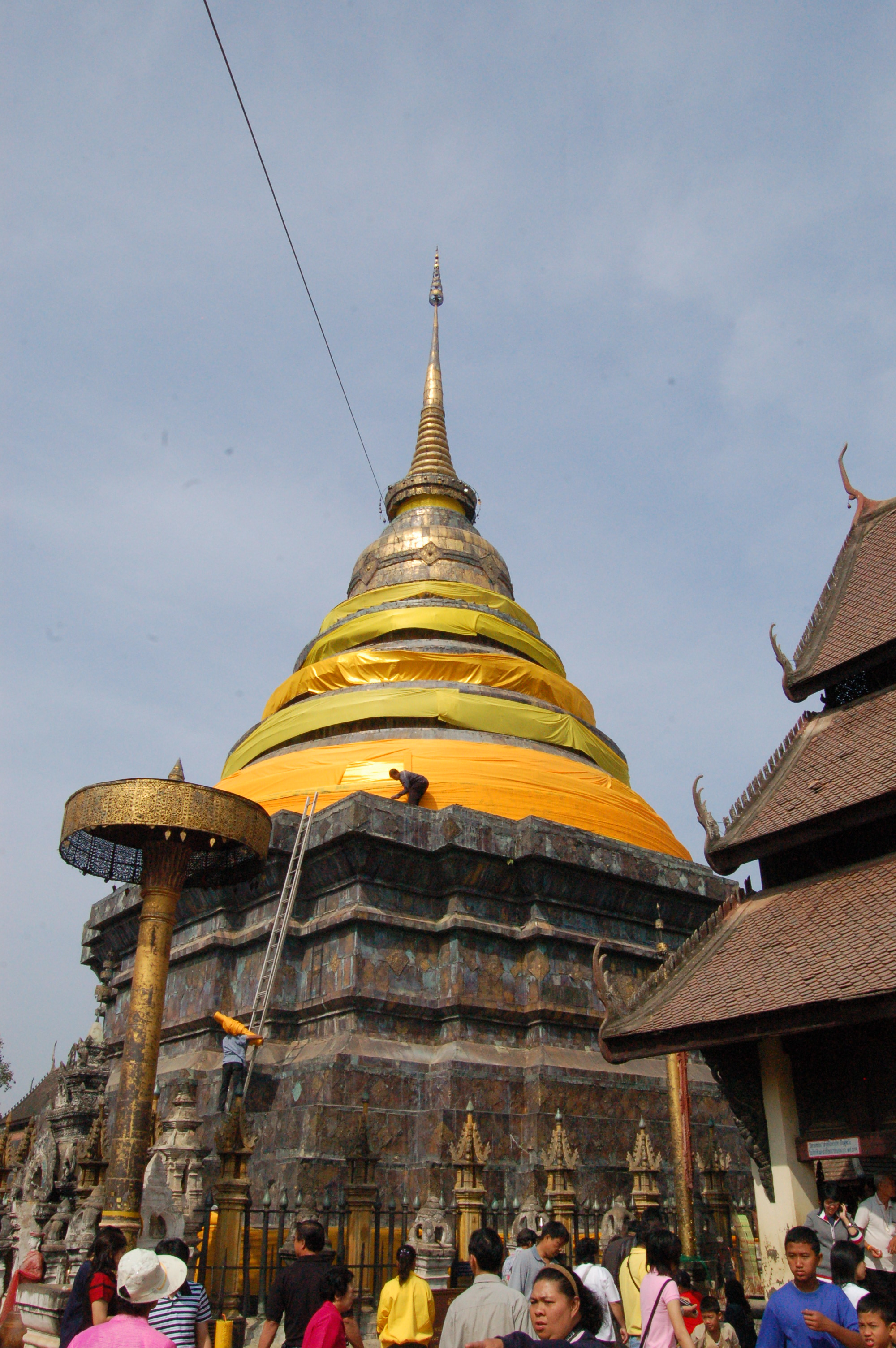
Chedi Wat Phra That Lampang Luang